# Dickens Heath
Dickens Heath – wieś w Anglii, w hrabstwie ceremonialnym West Midlands, w dystrykcie metropolitalnym Solihull. Leży 12 km na południowy wschód od miasta Birmingham i 153 km na północny zachód od Londynu.